# Charles Wilfred Valentine
Charles Wilfred Valentine, född den 16 augusti 1879, död den 26 maj 1964, var en engelsk psykolog.
Valentine var professor i pedagogik och psykologi vid Birminghams universitet 1919–1946. Han intresserade sig särskilt för utvecklingspsykologi och uppfostringsfrågor. Bland hans arbeten märks The difficult child and the problem of discipline (1940), The human factor in the army (1943), Intelligence tests for children (1948), Psychology and mental health (samma år), Abnormalities in normal children (1953) och Parents and children (1953).